# Hypancistrus
Hypancistrus (del griego hypo (por debajo de) y agkistron (anzuelo)) es un género de bagre de la familia Loricariidae originarios de la cuenca del río Amazonas en Sudamérica. Al contrario que muchos otros loricáridos, algunas especies de Hypancistrus son parcialmente carnívoros y agradecen tener carne en su dieta. Las especies de este género son populares en acuariofilia, especialmente H. zebra y H. sp. L260.

## Taxonomía
La identificación de este género es relativamente reciente, datando de 1991 la descripción de su especie tipo nomenclatural, H. zebra. H. inspector fue la siguiente en ser descrita en 2002, siendo en 2007 descritas cuatro nuevas especies y quedando aún muchas más por identificar. Las especies no identificadas se describen a menudo por el sistema conocido en inglés como L-numbers (traducido como Números L).
Inicialmente se creyó que el género no era monofilético, pero no es la idea predominante actualmente en el campo.

## Hábitat y distribución
H. zebra es originario del río Xingú, aunque otras especies del género también se encuentran en los ríos Orinoco y Negro. El resto de las especies han sido descritas en Venezuela: cuatro de ellas en la región Norte del Orinoco al sur del país, y también en el Río Ventuari y en sus proximidades. Es sabido que regiones como Brasil y Guyana contienen otras especies a la espera de ser descritas por primera vez.
Hypancistrus se encuentra en ríos de corriente lenta a moderada. A menudo habita en las rocas del fondo y entre las grietas de estas.

## Anatomía y morfología
Los Hypancistrus, como otros loricáridos, son peces acorazados con boca succionadora en forma de ventosa. Este tipo de boca les permite anclarse a los objetos del fondo del río mientras se alimentan. Su cuerpo está cubierto de placas óseas en lugar de las típicas escamas de los peces. Las aletas dorsales y las pectorales tienen espinas pronunciadas. Sus ojos se encuentran especialmente desarrollados, provistos con el iris omega de los loricáridos. Su vientre es plano y no se encuentra recubierto de placas.
Las especies de Hypancistrus pueden ser distinguidas de otras especies de la familia Loricariidae prestando atención a ciertas características: Poseen mandíbulas en un ángulo muy acentuado menor a 90 grados, rasgo compartido sólo con otros pocos géneros. Sus escamas óseas no son muy pronunciadas o angulosas, y su abdomen se encuentra recubierto sólo parcialmente, a diferencia del abdomen totalmente cubierto de otros géneros. Poseen menos dientes maxilares que premaxilares, siendo los primeros casi el doble de largos que los segundos.
Los peces de este género se encuentran elegantemente coloreados con combinaciones de marrón oscuro o negro con blanco, formando puntos, franjas u otros motivos. Los machos en estado reproductivo tienen dientes dérmicos en las espinas de las aletas pectorales y en las mejillas, aunque algunas especies también tienen dientes dérmicos hipertrofiados en las placas laterales, del mismo modo que en el género Peckoltia. Las sinapomorfías de este género incluyen diferencias en la estructura de la mandíbula con respecto a otros loricáridos. En tamaño no son excesivamente grandes: no sobrepasan los 11 cm.
Las diferentes especies de Hypancistrus se distinguen por variaciones en sus patrones de coloración. H. zebra es un pez blanco con franjas negras oblicuas que lo recorren desde la parte de atrás de la cabeza hasta la cola, y tiene un motivo en forma de E en la nariz. H. furunculus es similar a H. zebra, pero de color más cremoso, en lugar de blanco, y posee sólo una franja oblicua en vez de varias. Tanto H. furunculus como H. debilittera tienen franjas verticales en la aleta caudal, sin embargo, H. debilittera tiene una coloración de base oscura con puntos y franjas blancas y el motivo en E de la nariz se aprecia débilmente o está ausente. H. inspector posee puntos blancos más pequeños en la cabeza que en el resto del cuerpo, y los puntos en la parte superior de la aleta caudal se unen formando una banda. Si se presiona la aleta dorsal de H. inspector, se puede observar como ésta no llega hasta la aleta adiposa, al contrario que en H. contradens y H. lunaorum. Por su parte, H. lunaorum tiene puntos dorados muy pequeños recorriendo todo el cuerpo y la cabeza (si bien en la cabeza pueden estar ausentes). H. contradens tiene puntos blancos o rosados de un tamaño similar y que no se conectan formando franjas.

## Alimentación
Los Hypancistrus son poco corrientes en la familia Loricariidae en cuanto a su alimentación, ya que son en general omnívoros y aceptan dietas más cárnicas que el resto de géneros. H. zebra, por ejemplo, es citado a menudo como un pez que gusta de comer carne. Otros miembros del género tienden a ser más vegetarianos, como H. inspector cuya dieta ha sido estudiada, y tiende a alimentarse de algas, detritus y también semillas. H. contradens probablemente se alimenta de pequeños invertebrados y plantas anclados al sustrato, ya que su tracto digestivo se ha observado a menudo que contiene algas filamentosas así como materia orgánica e inorgánica de diversa procedencia.

## En el acuario
Muchos Hypancistrus son peces de acuario populares debido a su pequeño tamaño y atractivos colores. Ya que requieren carne en la dieta, no son un chupaalgas típico como aquellos a los que los acuaristas están acosumbrados.
Las especies de este género deben vivir en agua limpia y en movimiento rápido. Pueden ser mantenidos en acuarios comunitarios pero rodeados de compañeros tranquilos para evitar asustarles y que permanezcan escondidos. Algunos miembros de este género han sido criados en cautividad por aficionados.
Aquellas especies que aún no han sido identificadas son a menudo denominadas por un L-number. Algunos de los más comunes, así como aquellos que fueron ya identificados, se muestran en la siguiente tabla:
| L-number               | Nombre científico | Nombre común                               |
| L004, L005, L028, L073 |                   | Angelicus pleco (en)                       |
| L046, L098, L137       | H. zebra          | Pleco zebra, pleco imperial                |
| L066                   |                   | Pleco tigre rey                            |
| L102                   | H. inspector      |                                            |
| L129                   | H. debilittera    |                                            |
| L199                   | H. furunculus     |                                            |
| L201                   | H. contradens     |                                            |
| L260                   |                   | Queen Arabesque pleco (en)                 |
| L262                   |                   | Spotted Queen Arabesque (en)               |
| L270, L307             |                   | Pleco zebra chocolate, pleco zebra tapajos |
| L339                   | H. lunaorum       |                                            |